# フランク・デンホルム
フランクリン・エドヴァルド・デンホルム(英語：Franklin Edvard Denholm, 1923年11月29日 - 2016年4月7日)は、アメリカ合衆国の政治家、元FBI捜査官。所属政党は民主党。 アメリカ合衆国下院議員(通算2期)。宗教はカトリック教会。

## 経歴・人物
デンホルムはサウスダコタ州デイ郡のスコットランド・タウンシップで生まれた。公立学校卒業後、農業や輸送業を営み、1950年にミルドレッド・T・ニーハウスと結婚、同年末にはデイ郡の保安官に選ばれた。1956年にサウスダコタ州立大学政治学の学士号を得て卒業し、ミネソタ大学で修士号を取得したが、連邦捜査局（FBI）の特別捜査官に任命されたため、一時学業を中断。1961年にFBIを退職すると、翌年にサウスダコタ大学法学部で法務博士（専門職）を取得し、サウスダコタ州の弁護士資格を得た。ブルッキングズで弁護士事務所を開くとともに、母校サウスダコタ州立大学で講師として経済や政治学を教えた。
デンホルムはサウスダコタ民主党の最盛期である1970年代前半に下院議員を務めた。1968年選挙では州1区はベン・レイフェル、州2区はエリス・ベリーと、いずれも共和党議員が占めていたが、両者は1970年選挙への不出馬を表明。さらに、サウスダコタ州共和党の重鎮カール・ムント上院議員は前年の脳卒中の影響で選挙活動にほとんど参加できなかったのである。一方、民主党はジョージ・マクガヴァン上院議員の主導のもとで選挙運動を展開し、1区をデンホルム、2区をジェームズ・アブレズクが獲得したほか、州知事選も民主党のリチャード・クナイプが当選を果たした。サウスダコタ州において民主党が下院議員議席を2議席獲得するのは、1930年代以来のことであった。しかし、3選目を目指した1974年選挙で、共和党の新人ラリー・プレスラーに敗れた。デンホルムは保守的で穏健派だったため、民主党のリベラル派の多くがプレスラーに投票したことも敗因の一つだと言われている。その後、1978年に民主党予備選挙に出馬するも、トム・ダシュルに敗れて復活は果たせなかった。
議員辞職後は弁護士活動を再開。2016年にブルッキングズで亡くなった。